# Alberto Camargo
Alberto Camargo, voluit Luis Alberto Camargo Gonzalez (3 februari 1965) is een voormalig Colombiaans wielrenner en wielerploegleider.

## Levensloop en carrière
Camargo werd prof in 1987 en bleef dat tot 1996. In 1989 en 1990 won hij een etappe in de Ronde van Spanje. In 1992 won hij het eindklassement van de Clásico RCN en eerder, in 1986, was hij de sterkste in de Ronde van Guadeloupe.

## Belangrijkste overwinningen
1986
Eindklassement Ronde van Guadeloupe
7e en 9e etappe Ronde van Colombia
Jongerenklassement Ronde van Colombia
12e etappe deel A Ronde van de Toekomst
1988
Eindklassement Ronde van Valle del Cauca
1989
Proloog Clásico RCN
21e etappe Ronde van Spanje
1990
12e etappe Ronde van Spanje
1992
2e etappe Ronde van de Mijnvalleien
Eindklassement Ronde van de Mijnvalleien
6e etappe Clásico RCN
Eindklassement Clásico RCN
1994
5e etappe Ronde van Asturië

## Resultaten in voornaamste wedstrijden
| Jaar | Ronde van Italië | Ronde van Frankrijk | Ronde van Spanje |
| ---- | ---------------- | ------------------- | ---------------- |
| 1987 |                  | opgave              |                  |
| 1988 |                  |                     |                  |
| 1989 |                  | 20e                 | 51e (1)          |
| 1990 |                  |                     | 22e (1)          |
| 1991 |                  | 18e                 |                  |
| 1992 |                  | opgave              | 14e              |
| 1993 |                  |                     | opgave           |
| 1994 |                  |                     | 10e              |